# Ella Langley
Elizabeth Camille Langley, detta Ella (Hope Hull, 3 maggio 1999), è una cantante statunitense.

## Biografia
Langley, cresciuta assieme alla musica, ha frequentato l'Università di Auburn per studiare scienze forestali, senza portare a termine gli studi.
Nel febbraio 2023 ha firmato un contratto con la Columbia e ha dopodiché messo in commercio l'EP d'esordio Excuse the Mess. Ha guadagnato fama col successo You Look like You Love Me, un duetto con Riley Green, arrivato nella top 30 della Billboard Hot 100, certificato argento dalla British Phonographic Industry, platino dalla Music Canada e doppio platino dalla Recording Industry Association of America. Si tratta di uno degli estratti del primo album in studio Hungover, promosso da una tournée musicale ed eletto uno dei migliori dischi country dell'anno da Rolling Stone, che si è classificato nella top 50 statunitense e canadese. L'LP ha prodotto una seconda hit, Weren't for the Wild, arrivata 35ª nella hit parade nazionale e certificata oro dalla RIAA.
È stata l'artista ad essersi portata a casa il maggior numero di Academy of Country Music Awards (5) nel maggio 2025, di cui quattro per You Look like You Love Me. Langley si è contesa l'MTV Video Music Award al miglior artista esordiente nell'agosto seguente.

## Discografia

### Album in studio
- 2024 – Hungover

### EP
- 2023 – Excuse the Mess

### Singoli
- 2021 – If You Have To
- 2022 – Damn You
- 2022 – Hey Ma I Made It
- 2022 – Country Boy's Dream Girl
- 2022 – That's Why We Fight (feat. Koe Wetzel)
- 2023 – Paint the Town Blue
- 2024 – Strangers (con Kameron Marlowe)
- 2024 – Nicotine
- 2024 – Hungover
- 2024 – You Look like You Love Me (feat. Riley Green)
- 2024 – Weren't for the Wild
- 2024 – Made It Out of Mexico
- 2025 – Never Met Anyone like You (feat. Hardy)

## Tournée
- 2024 – Hungover Tour
- 2025 – Still Hungover Tour
- 2025 – Damn Country Music Tour (con Riley Green)